# ويليام هيليارد
ويليام هيليارد (بالإنجليزية: William Hilliard)‏ هو قسيس نيوزيلندي، ولد في 29 مايو 1887 في Redfern, New South Wales ‏ في أستراليا، وتوفي في 1 فبراير 1960 في Parramatta ‏ في أستراليا.